# Lichań
Lichań – nieistniejąca wieś na Śląsku Opolskim, o nieznanym dokładnie położeniu, lokalizowana najczęściej w dwóch miejscach.
Wieś została wymieniona (Crauar cum suo ambitu, Rachouo et Lichan, cum plena libertate, Grudina) w dokumencie z maja 1223 sporządzonym przez otoczenie biskupa wrocławskiego na prośbę księcia opolsko-raciborskiego Kazimierza I opolskiego dla klasztoru norbertanek w Rybniku. W dokumencie tym większość śląskich osad została wymieniona po raz pierwszy, m.in. zaginione Nagervizi i Clechenuge Sale oraz Lichan, co do którego istnieją wątpliwości lokalizacyjne, jednak wiadomo, że musiał się znajdować w obrębie księstwa opolsko-raciborskiego.
Według większości hipotez tożsamiono Lichań z położoną w pobliżu Kędzierzyna-Koźla wsią Lichynia, za czym przemawiało podobieństwo nazw, a także umieszczenie Lichania w dokumencie z 1223 w sąsiedztwie innej osady o nazwie Zalese, utożsamianej z pobliskim Zalesiem Śląskim. Oba te czynniki sprawiały, że przez długi czas nie prowadzono badań, które miałyby ostatecznie potwierdzić tę hipotezę lub wskazać inne możliwe lokalizacje dla Lichania. Dopiero w 1958 Władysław Dziewulski, znawca dziejów Opolszczyzny, w pracy poświęconej historii Baborowa wskazał jako możliwą lokalizację wsi raczej okolice Baborowa, a nie Leśnicy. Zwrócił uwagę na specjalny klucz geograficzny zastosowany w dokumencie z 1223, a mianowicie łączenie blisko położonych miejscowości w większe grupy. W przypadku wsi Lichan występowała ona w sąsiedztwie innych dwóch: Crauar (Krowiarki) i Rachov (Raków), co może świadczyć o tym, że były z sobą w jakiś sposób połączone, a być może stanowiły rodzaj ujazdu dóbr. Dziewulski wskazywał na opracowanie J. Kałuży z 1913, w którym autor napisał, że na przełomie XIX i XX wieku grunty rolne zlokalizowane po obu stronach drogi prowadzącej z Baborowa do Szczytów nazywane były przez mieszkańców Na lichajnie. W okolicy Baborowa istniała też legenda o zatopionej wsi przekazana przez mieszkańca Baborowa, Konstantina Moslera, a spisana przez Hugo Gnielczyka, gdzie występowała nazwa miejscowa Lichania (Vor viele, viele Jahren, als die Stadt noch Baworow heißt, stand sie an einen anderen Orte. Wenn man zur "Lichania" hinausgeht, kommt man zu einer ringsum bekannten Quelle, die solange benutzt wird, als sich die älteste Leute aus Bauerwitz errinern können). W zbiorach Miejskiej i Gminnej Biblioteki w Baborowie znajdują się dwa maszynopisy związane z gospodarowaniem gruntami, gdzie zapisano nazwy Licheinerfeld i część działek w Lichainie przy granicy z Rakowem. Jeszcze w 2010 część mieszkańców okolicy znała nazwę Lichań, ale nie potrafiła jej zlokalizować w terenie.
Powodem zaniknięcia osady, według legendy o zatopionej wsi, miałoby być wezbranie Psiny, co jest stosunkowo mało prawdopodobne, ponieważ jest to rzeka wyjątkowo spokojna i nawet, gdyby wylała, to nie spowodowałaby całkowitego unicestwienia miejscowości. Bardziej prawdopodobnym powodem zagłady wsi były walki między księciem Władysławem I opolsko-raciborskim, a Brunonem z Schauenburga, biskupem ołomunieckim. Między 1249, a 1253 wojska obu stron często przechodziły przez ziemię baborowską, co mogło być powodem zrujnowania i zaniku poszczególnych wsi.